# Melicope affinis
Melicope affinis är en vinruteväxtart som beskrevs av Thomas Gordon Hartley. Melicope affinis ingår i släktet Melicope och familjen vinruteväxter. Inga underarter finns listade i Catalogue of Life.